# Yunchrysopa
Yunchrysopa is een geslacht van insecten uit de familie van de gaasvliegen (Chrysopidae), die tot de orde netvleugeligen (Neuroptera) behoort.

## Soort
- Y. tropica C.-k. Yang & X.-x. Wang, 1994